# Крампе, Роберт
Роберт Крампе (нем. Robert Krampe, 24 мая 1980, Берлин) – немецкий композитор и дирижёр.

## Биография
Начал сочинять музыку в 12 лет. Был близок к Хансу Вернеру Хенце, ассистировал ему. Закончил Фрайбургскую Высшую школу музыки, где его преподавателями были Корнелиус Швер (композиция) и Дитер Мак (теория). Преподает в Любекской высшей школе музыки. Выступает как дирижёр.

## Сочинения

### Музыкальный театр
- Ночь в аду/ Nuit de l'enfer, монодрама по Артюру Рембо (2006)

### Оркестровые сочинения
- Notturno, метаморфозы для 16 струнных инструментов (1998)
- Epitaph (d'Arianna) для оркестра (2004)
- Notturno II (Gengangere) для струнных (2006)
- Follia – Annäherungen для оркестра (2007)
- Gesänge der Großstadt (Notturno III) для высокого баритона и струнного оркестра (2009)

### Камерная музыка
- „der Rest ist Schweigen.“ Enigma для шести инструментов (1999/2000)
- „Ins Weite…“ для семи инструменталистов (2000/2004)
- Трио №1 для флейты (или пикколо), гобоя (или английского рожка) и фагота (2004/2005)
- Klee’s Geige, Paralipomenon для 10 альтов (2005/2006)
- Трио №2 для трех фортепиано („clair de lune quand le clocher sonnait douze“) (2005/2006)
- „In Wahrheit singen…  ein Hauch. Ein Hauch um nichts.“ Метаморфозы для струнного квартета (2007)
- rik, -nik & -mik, Triptychon для двух фортепиано и ударных (2007)
- „espressivo“, соната для виолончели и фортепиано (2008)
- „...mein Saitenspiel!“ Квинтет для двух скрипок, двух альтов и виолончели (2010/2011)

### Вокальная музыка
- Scene für Solosopran und drei Crotales на стихи Джона Китса (2002)
- Духи смерти/ Spirits of the death, цикл песен для сопрано и фортепиано на стихи Эдгара По (2002)
- Komm, oh komm, мотет для шести голосов (2008)
- Vier Gesänge aus „In hora mortis“ для среднего голоса и фортепиано на стихи Томаса Бернхарда  (2010)
- Et in terra pax? Этюд для баритона и семи инструментов на стихи Данте Алигьери (2010)

### Сочинения для инструментов соло
- „La response imprévue“, интермеццо для фортепиано (2003)
- shadows, соната для альта (2004)
- -wie wasser von klippe zu klippe geworfen- для виолончели (2005)
- …mitten, am Rand… (Hommage à Monsieur I.S.) для кларнета (2007)
- „Der Dichter spricht“ для скрипки (2010)
- „a continuance of enduring thought“ для виолончели (2011)

## Признание
GEMA-Preis для молодых музыкантов (Германия, 2000). Премия Международного музыкального фестиваля Bluval (2004). Премия TONALi (2010).